# Воллерсхаузен
Воллерсхаузен (нем. Wollershausen) — община в Германии, в земле Нижняя Саксония.
Входит в состав района Гёттинген. Подчиняется управлению Гибольдехаузен. Население составляет 473 человека (на 31 декабря 2010 года). Занимает площадь 9,15 км².
| Год  | Население |
| ---- | --------- |
| 1990 | 436       |
| 1995 | 434       |
| 2000 | 440       |
| 2005 | 475       |
| 2010 | 460       |